# 서울봉은초등학교
서울봉은초등학교는 대한민국 서울특별시 강남구 삼성동에 있는 공립 초등학교이다.

## 연혁
- 1982년 4월 7일 서울봉은국민학교 개교(24학급 편성)
- 2010년 3월 21일 더자람터(체육관, 특별교실) 준공
- 2013년 4월 17일 본관 후면 외부 도장 공사
- 2013년 9월 2일 학교 뒤뜰 텃발 조성 공사
- 2016년 7월 31일 전 교실 및 복도 방충망 설치
- 2016년 8월 7일 학교 진입로 포장(열선 매설) 공사
- 2017년 2월 1일 등굣길 통학로 캐노피(차양) 설치 공사
- 2017년 8월 31일 전 교실 노후 칠판교체 공사
- 2017년 12월 15일 운동장 마사토 공사
- 2018년 7월 1일 교실 사물함 및 청소도구함 교체
- 2022년 3월 1일 이경환 교장 부임
- 2022년 급식실 공사
- 2023년 12.18일 스마트칠판 공사

## 참고 자료
- 서울봉은초등학교 - 한국교육학술정보원 학교알리미